# Fogtündér
A fogtündér egy mitikus lény, aki pénzt (vagy néha ajándékot) hagy a gyerekeknek cserébe egy kiesett fogért. A fogat rendszerint a párna alá kell dugni. A „fogtündér” szerepe az, hogy az apró jutalmazás segítségével segítsen a gyerekeknek megbirkózni a fogkihullás tényével, amire így várakozva tekinthetnek, ahelyett, hogy aggódnának miatta.
A fogtündér jellegzetes folklóralak, amiről a felnőttek tudják, hogy nem igaz, de sokan tényként adják a gyerekeknek, hasonlóan a Mikulás vagy a Húsvéti Nyúl történetéhez. Annak a felfedezését, hogy ezek a mesék nem igazak, többnyire a felnőtté válás részének tekintik. Sok gyerek ezzel szemben érzelmi sokkot vagy kiábrándulást él át, amikor rájön, hogy szándékosan becsapták. Az ilyen gyerekek sokszor még felnőttként is emlékeznek a csalódásra.
Sok családban akkor is megtartják a szokást, ha már a gyerekek is tudatában vannak az állítólagos természetfeletti lény nemlétezésének, pusztán játékból vagy hagyománytiszteletből.
Hasonló hagyomány sok nyugati kultúrában létezik, például a spanyol nyelvű országokban, ahol  Ratoncito Pérez, egy fehér egér jön el a fogakért.